# 国鉄タム8900形貨車
国鉄タム8900形貨車（こくてつタム8900がたかしゃ）は、かつて日本国有鉄道（国鉄）に在籍した私有貨車（タンク車）である。
本形式と同一の専用種別であるタキ3850形、タキ4650形についても本項目で解説する。

## タム8900形
タム8900形は尿素樹脂接着剤専用の15t積タンク車として1966年（昭和41年）4月6日に1両（タム8900）が富士重工業にて製作された。同日、同所にてタキ3850形、タキ4650形が製作されている（後述）。その後同年11月11日に1両（タム8901）が同じく富士重工業にて製作され合計2両が在籍した。
本形式の他に尿素樹脂接着剤を専用種別とする形式は、タキ3850形（1両、後述）、タキ4650形（7両、後述）の2形式がある。
所有者は、豊年製油（現在のJ-オイルミルズ）の1社のみであり静岡県の清水駅を常備駅として運用された。
ドーム付き直円筒型のタンク体は、普通鋼（一般構造用圧延鋼材、SS41現在のSS400）製で荷役方式はタンク上部にある積込口からの上入れ、吐出管からの下出し式である。
塗色は、黒であり、全長は8,000mm、全幅は2,450mm、全高は3,476mm、軸距は4,200mm、実容積は13.7m3、自重は10.3t、換算両数は積車2.4、空車1.0、最高運転速度は75km/h、走り装置は二段リンク式である。
1980年（昭和55年）4月23日に最後まで在籍した1両（タム8901）が廃車となり同時に形式消滅となった。車齢14年と短命な形式であった。

## タキ3850形
タキ3850形は尿素樹脂接着剤専用の30t積タンク車として1966年（昭和41年）4月6日に1両（コタキ3850）が富士重工業にて製作された。その後増備されることなく形式消滅まで1形式1両のままであった。
記号番号表記は特殊標記符号「コ」（全長 12 m 以下）を前置し「コタキ」と標記する。
所有者は、豊年製油（現在のJ-オイルミルズ）であり静岡県の清水駅を常備駅として運用された。
1976年（昭和51年）11月29日にタンク内仕切板に穴をあけ、各室を連通させる改造工事が施工された。
ドーム付き直円筒型のタンク体は、普通鋼（一般構造用圧延鋼材、SS41現在のSS400）製で荷役方式はタンク上部にある積込口からの上入れ、吐出管からの下出し式である。
塗色は、黒であり、全長は11,000mm、全幅は2,507mm、全高は3,812mm、台車中心間距離は6,900mm、実容積は27.3m3、自重は17.2t、換算両数は積車4.5、空車1.8、最高運転速度は75km/h、台車はベッテンドルフ式のTR41Cである。
1987年（昭和62年）4月の国鉄分割民営化時には車籍がJR貨物に継承され、1989年（平成元年）10月に廃車となり同時に形式消滅となった。

## タキ4650形
タキ4650形は尿素樹脂接着剤専用の35t積タンク車として1966年（昭和41年）4月6日から1968年（昭和43年）4月13日にかけて4ロット7両が富士重工業1社のみにて製作された。
記号番号表記は特殊標記符号「コ」（全長 12m 以下）を前置し「コタキ」と標記する。
所有者は、豊年製油（現在のJ-オイルミルズ）の1社のみであり静岡県の清水駅を常備駅として運用された。
ドーム付き直円筒型のタンク体は、普通鋼（一般構造用圧延鋼材、SS41現在のSS400）製で荷役方式はタンク上部にある積込口からの上入れ、吐出管からの下出し式である。
塗色は、黒であり、全長は11,500mm、全幅は2,450mm、全高は3,817mm、台車中心間距離は7,400mm、実容積は31.8m3、自重は16.5t、換算両数は積車5.0、空車1.6、最高運転速度は75km/h、台車はベッテンドルフ式のTR41Cである。
1987年（昭和62年）4月の国鉄分割民営化時には5両（コタキ4650 - コタキ4652、コタキ4655、コタキ4656）の車籍がJR貨物に継承され、1989年（平成元年）10月に5両一斉に廃車となり同時に形式消滅となった。

## 年度別製造数
各年度による製造会社と両数、所有者は次のとおりである。（所有者は落成時の社名）
- 昭和41年度 - 3両
  - 富士重工業 2両 豊年製油（コタキ4650・コタキ4651）
  - 富士重工業 1両 豊年製油（コタキ4652）
- 昭和42年度 - 2両
  - 富士重工業 2両 豊年製油（コタキ4653・コタキ4654）
- 昭和43年度 - 2両
  - 富士重工業 2両 豊年製油（コタキ4655・コタキ4656）